# ブレーメン州

ブレーメン州
Freie Hansestadt Bremen

| ブレーメン州の旗 | ブレーメン州の紋章 |
| ---------------- | ------------------ |
| 州旗             | 州の紋章           |
| 州歌             | {{{州歌}}}         |

| 州都 | ブレーメン                                          |
| 面積 | 404.28 km² （第16位）                               |
| 人口 - 総計 - 人口密度 | （2005/12/31） 663,467 人 （第16位） 1,641.1 人/km² |
| ISO 3166-2:DE | DE-HB                                               |
| 公式サイト | ブレーメン州政府                                    |
| 政 治 |                                                     |
| 州参事会議長・第1市長 | アンドレアス・ボウェンシュルト (SPD)                |
| 与党 | 社会民主党・緑の党・左翼党連立                      |
| 前回選挙 | 2019年5月26日                                       |
| 次回選挙 | 2023年                                              |
| 連邦参議院（上院） での投票権数 | 3                                                   |
| 地 方 |                                                     |
| 市町村数 * 独立市 | 2 1                                                 |
| 備考欄 |                                                     |
| ブレーメン市はベルリン市・ハンブルク市と同様に州政府が市議会を兼ね、行政執行を行っているため、ドイツ政府が規定する独立市ではない。 |                                                     |

ブレーメン州（ブレーメンしゅう）は、ドイツ連邦共和国に16ある連邦州の一つ。正式名称は自由ハンザ都市ブレーメン (ドイツ語: Freie Hansestadt Bremen 、低地ドイツ語: Free Hansestadt Bremen) である。

## 地理
ハンブルク市と同様に、中世以来の自由都市としての地位を現代まで維持している。
現在、ブレーメン州はブレーメン市と、北海へと注ぐヴェーザー川の河口に位置する同市の外港ブレーマーハーフェン市の2市からなる。これら2つの都市は完全に隣接するニーダーザクセン州に囲まれている。

## 歴史
- 782年 - ブレーメンが歴史記録に登場。
- 787年 - ブレーメン司教座が置かれる。
- 1186年 - 神聖ローマ皇帝フリードリヒ1世が、ブレーメンに自由都市の特許を与える。
- 1358年 - ハンザ同盟に加盟。
- 1404年 - 騎士ローラント像が完成。
- 1405年 - 市庁舎完成
- 1648年 - ヴェストファーレン条約（三十年戦争）によってスウェーデンに割譲。ニーダーザクセン州のフェルデンを結ぶ「ブレミッシュ＝フェルデン」が、神聖ローマ帝国の「帝国レーエン」となる。
- 1720年 - 大北方戦争終了後、ハノーファー選帝侯に従属。
- 1806年 - 自由ハンザ都市を名乗る。
- 1827年 - ブレーマーハーフェン建設。
- 1851年 - ブレーマーハーフェンが都市に昇格。
- 1857年 - 海運会社の北ドイツ・ロイド社（ドイツ語版）が設立。ブレーメン、ブレーマーハーフェンの発展に寄与する。
- 1919年
  - 1月、ブレーメン・レーテ共和国が成立する。
  - 2月、ワイマール共和国に鎮圧される。
- 1945年 - 第二次世界大戦終了後の連合軍軍政期、ニーダーザクセン地域にあるブレーメンは港に近く、戦略的に重要だったためアメリカの支配下になる。
- 1947年 - ブレーメン州が再建される。
- 1949年 - 西ドイツの構成国になる。

## 政治
ドイツ社会民主党（SPD）の勢力が強い地域であり、1945年以降は一貫してSPDが政権与党を担い、かつ第一市長を輩出している。

### 市議会
州の立法機関は、市議会 (Bürgerschaft) で、定数84のうち69議席をブレーメン市に、15議席をブレーマーハーフェン市に割り振っている。ブレーマーハーフェン市がブレーメン市とは別に市議会を持っているのに対し、ブレーメン市選出の市議はブレーメン市の立法機関の議員を兼ねる。
選挙権は、16歳以上のドイツ人のうち過去三か月間、ドイツ国内に住民登録している者はブレーメン市に住所があった者、外国に住民登録している者はブレーメン州に滞在していた者、そしてブレーメンに住むEU市民にも与えられる(市選挙法第1条)。被選挙権は、18歳以上の選挙権者に与えられるが、EU市民に与えられるのはブレーメン市議の被選挙権だけである(市選挙法第4条)
阻止条項（得票率5%）は両市選挙区ごとに別々に適用されるため、全体で得票率5%を下回った政党でもいずれかの市で5%を突破していれば、そちらの市における議席配分を受けることができる。2019年5月26日に行われた市議会選挙での、各党の「得票率／獲得議席数(前回2015年選挙からの増減)／議席占有率」は以下の通りである。
- ドイツキリスト教民主同盟 (CDU)　26.7%／24議席(+4)／28.6%
- ドイツ社会民主党 (SPD)　24.9%／23議席(-7)／27.4%
- 同盟90/緑の党 (Grüne)　17.4%／16議席(+2)／19.0%
- 左翼党 (Linke)　11.3%／10議席(+2)／11.9%
- ドイツのための選択肢 (AfD)　6.1%／5議席(+1)／6.0％
- 自由民主党 (FDP)　5.9%／5議席(-1)／6.0%
- 怒りの市民党 (BiW)　2.4%／1議席(±0)／1.2%

CDUが市政史上初めて、僅差ながらSPDを破り第1党となった。しかし、SPDは同盟90/緑の党・左翼党と左派連立を組むことで、辛くも与党の座を保ちボウェンシュルト市長が続投することとなった。ミニ政党、怒りの市民党はブレーマーハーフェン市を地盤とするため、同市での得票により阻止条項を免れた。

### 行政
行政機関は、議院内閣制の合議体たる参事会 (Senat) である。他の州における州首相に相当する役職は、代表参事(兼ブレーメン市長)で、市議会から多数決で選出される。通常は第一党の党首が選出されるが、過半数の党がない場合は連立協議において話し合いがなされる。他の州とは異なり、議長以外の参事会員（閣僚）も市議会での多数決で選出され、そのうち一人と代表参事の二人がブレーメン市長となる。参事の被選挙権は、市議同様、18歳以上のドイツ人に与えられ(市選挙法第4条)、ブレーメン州に居住した経歴すら必要ないが(市憲法107条)、慣例的に市議から選ばれている。参事会は州全体だけでなくブレーメン市の行政執行も担当する。

## 紋章

ブレーメンの旗
大紋章
中型の紋章
小紋章
紋章のシンボル